# Backhaus (Stetten im Remstal)

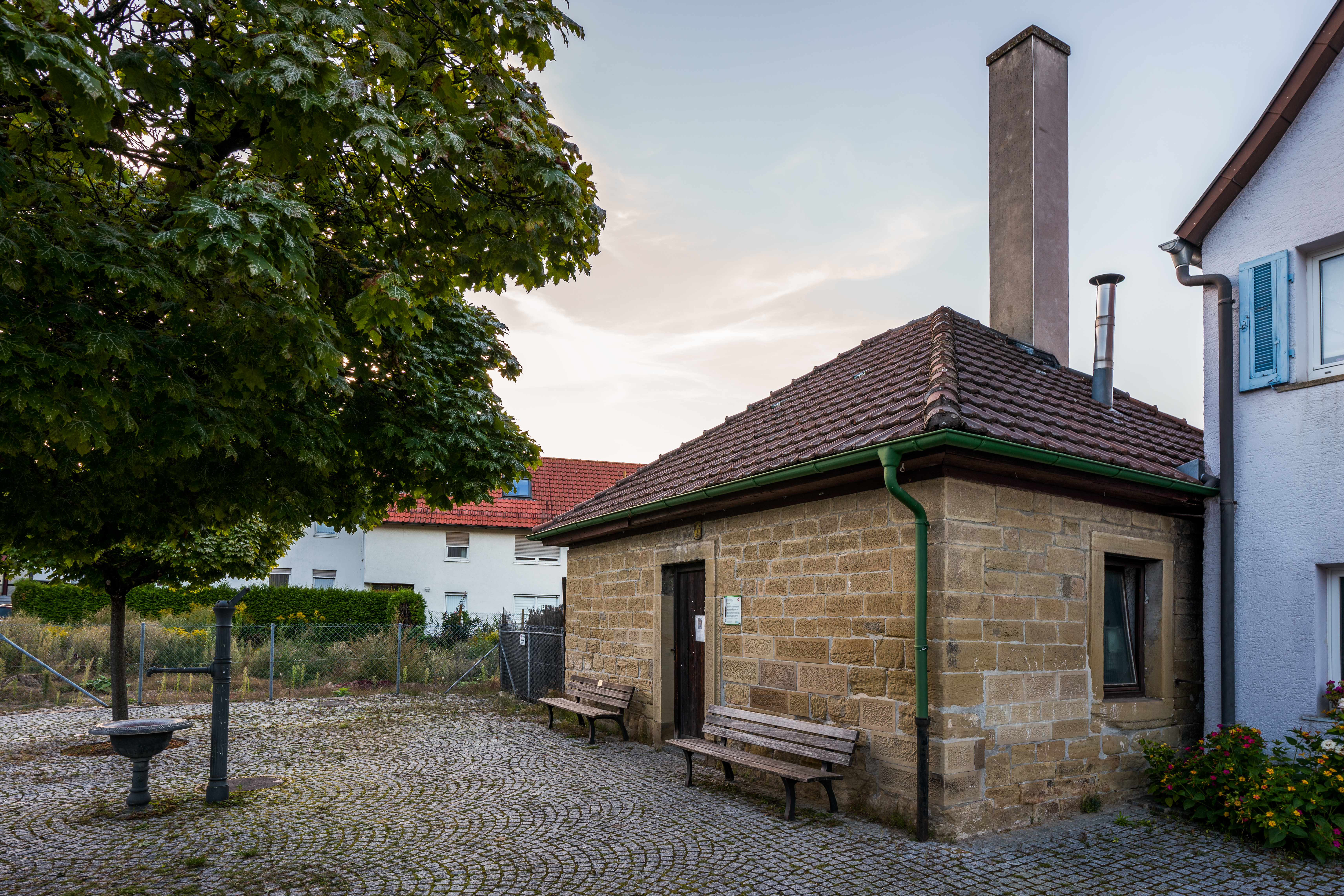
Backhaus in Stetten (2021)

Das Backhaus ist ein Kulturdenkmal in der Mühlstraße 28 in Stetten im Remstal.

## Lage
Das Gebäude befindet sich unweit der Dorfmühle, dem ehemaligen Milchhaus und des Stettener Haldenbachs in der Mühlstraße.
Vor dem Gebäude befindet sich ein kleiner Platz mit einer Schwengelpumpe.

## Geschichte
Das Backhaus wurde um 1840 durch die Gemeinde erbaut. Grund dafür war eine Anordnung durch die württembergische Regierung von 1836, welche private Hausbacköfen, aufgrund der Brandgefahr verbot.
In der Klosterstraße befand sich einst ein zweites Backhaus in Stetten, welches 1880 erbaut wurde und bis in die 1960er in Betrieb gewesen ist.
1845 wurden zwei weitere Backöfen eingebaut. Bis heute wird das Gebäude als Backhaus genutzt.